# 深夜からゴールデンタイムに移動したテレビ番組の一覧
深夜からゴールデンタイムに移動したテレビ番組の一覧（しんやからゴールデンタイムにいどうしたテレビばんぐみのいちらん）は、深夜（23:00〜27:00）からゴールデンタイム（19:00〜23:00）に枠移動した日本のテレビ番組の一覧である。

## 放送中の番組
ゴールデン移動が速い順に列挙。特別番組は除く。
| 制作局                   | 番組名                              | 深夜                                                                                              | ゴールデン |
| ------------------------ | ----------------------------------- | ------------------------------------------------------------------------------------------------- | --- |
| 日本テレビ               | ザ!鉄腕!DASH!!                      | 鉄腕!DASH!! 1995年11月 - 1998年3月                                                                | 1998年4月 - |
| フジテレビ               | ネプリーグ                          | ネプリーグ 2003年4月 - 2005年3月                                                                  | 2005年4月 - |
| テレビ朝日               | Qさま!!                             | さまぁ〜ずと優香の怪しい××貸しちゃうのかよ!! 2002年4月 - 2004年9月 Qさま!! 2004年10月 - 2006年9月 | 2006年10月 - |
| 日本テレビ               | 世界の果てまでイッテQ!              | クイズ発見バラエティー イッテQ! 2005年10月 - 2006年3月                                            | 2007年2月 - |
| テレビ朝日               | ナニコレ珍百景                      | 2008年1月 - 2008年10月                                                                            | 2008年10月 - 2016年3月 2018年10月 -                                                                                           |
| テレビ東京               | ありえへん∞世界                     | 2008年4月 - 2010年9月                                                                             | 2010年10月 - |
| フジテレビ               | ホンマでっか!?TV                    | 2009年10月 - 2010年9月                                                                            | 2010年10月 - |
| TBS                      | ニンゲン観察バラエティ モニタリング | 2012年10月 - 2013年3月                                                                            | 2013年4月 - |
| テレビ東京               | YOUは何しに日本へ?                  | 2013年1月 - 2013年3月                                                                             | 2013年4月 - |
| TBS                      | マツコの知らない世界                | 2011年10月 - 2013年9月                                                                            | 2014年10月 - |
| テレビ朝日               | 林修の今、知りたいでしょ!           | 林修先生の今やる!ハイスクール 2013年8月 - 9月                                                     | 林修の今でしょ!講座 2014年4月 - 2022年3月 林修のレッスン!今でしょ 2022年4月 -2022年9月 林修の今、知りたいでしょ! 2022年10月 - |
| テレビ朝日               | しくじり先生 俺みたいになるな!!     | 2014年10月 - 2015年3月                                                                            | 2015年4月 - 2017年9月 |
| NHK （総合テレビで放送） | サラメシ                            | 2011年5月 - 9月 2012年4月 - 2016年3月                                                             | 2016年4月 - |
| テレビ東京               | 家、ついて行ってイイですか?         | 2015年10月 - 2016年3月                                                                            | 2016年4月 - |
| テレビ朝日               | 10万円でできるかな                  | 2017年10月 - 2019年3月                                                                            | 2019年4月 - |
| テレビ朝日               | ザワつく!金曜日                     | ザワつく! 一茂良純時々ちさ子の会 2018年10月 - 2019年3月                                           | 2019年4月 - |
| テレビ朝日               | マツコ&有吉 かりそめ天国            | 2017年4月 - 2019年9月                                                                             | 2019年10月 - |
| テレビ朝日               | 家事ヤロウ!!!                       | 2018年3月 - 2021年3月                                                                             | 2021年3月 - |
| TBS                      | オオカミ少年                        | 2004年10月 - 2005年9月                                                                            | 2021年4月 - |
| TBS                      | バナナサンド                        | 2020年6月 - 2021年3月                                                                             | 2021年4月 - |
| テレビ朝日               | 有吉クイズ                          | 2021年10月 - 2022年9月                                                                            | 2022年10月 - 2023年9月 |
| フジテレビ               | 突然ですが占ってもいいですか?       | 2022年4月 - 2023年9月                                                                             | 2023年10月 - 2024年9月 |
| テレビ朝日               | 出川一茂ホラン☆フシギの会           | 2022年10月 - 2023年9月                                                                            | 2023年10月 - |
| テレビ朝日               | 朝メシまで。                        | 2022年10月 - 2023年9月                                                                            | 2023年10月 - |

## レギュラー放送を終了した番組
| 制作局                            | 番組名                                       | 深夜 | ゴールデン |
| --------------------------------- | -------------------------------------------- | --- | --- |
| フジテレビ                        | 世にも奇妙な物語                             | 奇妙な出来事 1989年10月 - 1990年3月                                                                                         | 1990年4月 - 9月 1991年1月 - 12月 1992年4月 - 9月                                                                                           |
| 朝日放送                          | クイズ仕事人                                 | 1988年10月 - 1990年3月 | 1990年5月 - 1991年3月 （放送はテレビ朝日系）                                                                                               |
| フジテレビ                        | やっぱり猫が好き                             | 1988年10月 - 1990年3月 | 1990年10月 - 1991年9月 |
| フジテレビ                        | ものまね珍坊                                 | 1989年10月 - 1990年9月 | 1990年11月 - 1992年3月 |
| TBS                               | 筋肉番付                                     | 1995年7月 - 9月 | 1995年10月 - 2002年5月 |
| フジテレビ                        | めちゃ×2イケてるッ!                          | めちゃ×2モテたいッ! 1995年10月 - 1996年9月                                                                                  | 1996年10月 - 2018年3月 |
| フジテレビ                        | 笑う犬                                       | 笑う犬の生活 1998年10月 - 1999年9月                                                                                         | 笑う犬の冒険 1999年11月 - 2001年9月 笑う犬の発見 2001年10月 - 2002年9月 笑う犬の情熱 2002年10月 - 2003年9月 笑う犬の太陽 2003年10月 - 12月 |
| テレビ朝日                        | いきなり!黄金伝説。                          | ココリコ黄金伝説 1998年10月 - 1999年3月 ココリコA級伝説 1999年4月 - 2000年3月                                               | 2000年4月 - 2016年9月 |
| 日本テレビ                        | マネーの虎                                   | 2001年10月 - 2002年3月 | 2002年4月 - 2003年9月 |
| TBS                               | COUNT DOWN TV                                | COUNT DOWN TV 1993年3月 - 2020年3月 CDTVサタデー 2020年4月 - 2021年3月                                                      | CDTVゴールド 2002年6月 - 7月 |
| フジテレビ                        | クイズ!ヘキサゴンII                          | バッテンクイズ HEXAGON 2002年7月 - 2003年3月                                                                                | クイズ!ヘキサゴン 2003年4月 - 2005年10月 クイズ!ヘキサゴンII 2005年10月 - 2011年9月                                                        |
| フジテレビ                        | トリビアの泉                                 | 2002年10月 - 2003年3月 | 2003年7月 - 2006年9月 |
| テレビ東京                        | 元祖!でぶや                                  | debuya 2000年10月 - 2003年9月                                                                                               | 2003年10月 - 2008年3月 |
| フジテレビ                        | ジャンクSPORTS                               | 2000年4月 - 2003年12月 | 2004年1月 - 2010年3月 |
| テレビ朝日                        | 愛のエプロン                                 | 愛のエプロン 1999年10月 - 2000年3月 愛のエプロン2 2000年4月 - 2002年9月 愛のエプロン3 2002年10月 - 2004年9月                | 2004年10月 - 2008年3月 |
| テレビ朝日                        | 銭形金太郎                                   | 2002年10月 - 2004年9月 | 2004年11月 - 2007年12月 |
| 日本テレビ                        | 金のA様×銀のA様                              | 金持ちA様貧乏B様 2002年10月 - 2004年9月                                                                                     | 2005年4月 - 2006年6月 |
| フジテレビ                        | はねるのトびら                               | 2001年4月 - 2005年9月 | 2005年10月 - 2012年9月 |
| テレビ朝日                        | Matthew's Best Hit TV                        | BEST HIT TV 2001年4月 - 2002年3月 Matthew's Best Hit TV 2002年4月 - 2005年3月 Matthew's Best Hit TV＋ 2005年4月 - 9月       | Matthew's Best Hit TV＋ 2005年10月 - 2006年3月                                                                                             |
| 中京テレビ （放送は日本テレビ系） | サルヂエ                                     | 2004年4月 - 2005年9月 | 2005年10月 - 2007年1月 |
| 日本テレビ                        | ひらめ筋GOLD                                 | (秘)ひらめ筋 2005年4月 - 9月                                                                                                | 2005年10月 - 2006年3月 |
| TBS                               | ザ・チーター                                 | 2005年10月 - 2006年3月 | 2006年4月 - 8月 |
| 日本テレビ                        | くりぃむしちゅーのたりらリでイキます!!       | くりぃむしちゅーのたりらリラ〜ン 2005年4月 - 2006年3月                                                                      | 2006年7月 - 2007年3月 |
| フジテレビ                        | メントレG                                    | メントレ 1999年10月 - 2000年3月 メントレG 2000年4月 - 2007年3月                                                             | 2007年4月 - 2008年9月 |
| フジテレビ                        | オーラの泉                                   | 2005年4月 - 2007年3月 | 2007年4月 - 2009年3月 |
| テレビ朝日                        | 大胆MAP                                      | 快感MAP（後にお試しかっ!に改題） 2006年10月 - 2008年4月                                                                     | 2008年1月 - 2009年2月 |
| テレビ朝日                        | クイズ雑学王                                 | 2007年10月 - 12月 | 2008年1月 - 2010年3月 |
| テレビ朝日                        | くりぃむナントカ                             | 2004年10月 - 2008年3月 | 2008年4月 - 9月 |
| テレビ東京                        | やりすぎコージー                             | やりにげコージー 2004年4月 - 2005年3月 やりすぎコージー 2005年4月 - 2008年10月                                              | 2008年10月 - 2011年9月 |
| フジテレビ                        | ペケ×ポン                                    | タカトシ×くりぃむのペケ×ポン 2007年4月 - 2008年9月 ペケ×ポン 2008年10月 - 2009年3月                                         | ゲーム&クイズバラエティ ペケ×ポン 2009年4月 - 2015年3月 ペケポンプラス 2015年4月 - 2016年2月                                               |
| フジテレビ                        | 爆笑レッドシアター                           | THE THREE THEATER 2008年10月 - 2009年3月                                                                                    | 2009年4月 - 2010年9月 |
| テレビ東京                        | モヤモヤさまぁ〜ず2                          | 2007年4月 - 2010年3月 | 2010年4月 - 2021年9月 |
| テレビ朝日                        | お試しかっ!                                  | 2008年4月 - 2010年3月 | 2010年3月 - 2015年1月 |
| テレビ朝日                        | シルシルミシル                               | 2008年10月 - 2011年9月 | シルシルミシルさんデー 2010年7月 - 2014年9月                                                                                               |
| TBS                               | 飛び出せ!科学くん                            | 2009年4月 - 2010年3月 | 2010年4月 - 2011年9月 |
| フジテレビ                        | 人志松本の○○な話                             | 2009年4月 - 2010年3月 | 2010年5月 - 9月 |
| 日本テレビ                        | コレってアリですか?                          | 2010年4月 - 5月 | 2010年7月 - 2011年9月 |
| テレビ朝日                        | お願い!ランキング                            | 2009年10月 - 2024年9月（予定）                                                                                              | お願い!ランキング GOLD 2010年10月 - 2014年9月                                                                                              |
| フジテレビ                        | 超潜入!リアルスコープハイパー                | 潜入!リアルスコープ 2010年5月 - 2011年3月                                                                                   | 潜入!リアルスコープ 2011年4月 - 2012年3月 リアルスコープZ 2012年4月 - 2012年9月 超潜入!リアルスコープハイパー 2012年10月 - 2015年3月       |
| フジテレビ                        | その顔が見てみたい                           | 2010年10月 - 2011年6月 | 2011年7月 - 2012年2月 |
| フジテレビ                        | ほこ×たて                                    | 世界で誰も見たことがない対決ショー ほこ×たて 2011年1月 - 9月                                                                | 2011年10月 - 2013年10月 |
| テレビ朝日                        | 関ジャニの仕分け∞                            | 2011年4月 - 9月 | 2011年9月 - 2015年3月 |
| フジテレビ                        | ピカルの定理                                 | 1st Season 2010年10月19日 - 2011年3月 2nd Season 2011年4月 - 2012年3月                                                      | 3rd Season 2012年4月 - 2013年3月 4th Season 2013年4月 - 2013年9月                                                                          |
| TBS                               | イカさま☆タコさま                            | まさかのホントバラエティー イカさまタコさま 2011年10月 - 12月                                                               | まさかのホントバラエティー イカさまタコさま 2012年4月 - 2012年9月 イカさま☆タコさま 2012年10月 - 2013年3月                                 |
| 日本テレビ                        | みんなのアメカン                             | 笑う!アメカン 2012年1月 - 3月                                                                                               | 2012年4月 - 8月 |
| TBS                               | 私の何がイケないの?                          | 2011年10月 - 2012年3月 | 2012年10月 - 2016年3月 |
| フジテレビ                        | 世界は言葉でできている                       | 2011年10月 - 2012年3月 | 2012年10月 - 12月 |
| フジテレビ                        | 世界行ってみたらホントはこんなトコだった!?   | 2011年10月 - 2012年9月 | 2013年1月 - 2015年9月 |
| テレビ朝日                        | 信長のシェフ                                 | 2013年1月 - 3月 | 2014年7月 - 9月 |
| フジテレビ                        | オモクリ監督                                 | OV監督 2014年4月 - 9月 | 2014年10月 - 2015年9月 |
| テレビ朝日                        | 世界が驚いたニッポン! スゴ〜イデスネ!!視察団 | これぞ!ニッポン流! 2014年4月 - 9月                                                                                          | 2014年10月 - 2019年9月 |
| テレビ朝日                        | お坊さんバラエティ ぶっちゃけ寺              | 2014年9月 - 2015年3月 | 2015年4月 - 2017年2月 |
| フジテレビ                        | おーい!ひろいき村                            | 2014年10月 - 2015年3月 | 2015年4月 - 2016年3月 |
| NHK （総合テレビで放送）          | 所さん!大変ですよ                            | 2015年4月 - 2016年3月 | 2016年6月 - 2022年3月 |
| テレビ朝日                        | アメトーーク!                                | アメトーク! 2003年4月 - 2006年9月 アメトーーク! 2006年10月 -                                                                | 日曜もアメトーーク! 2016年10月 - 2018年9月                                                                                                 |
| テレビ朝日                        | 中居正広の身になる図書館                     | 白黒ジャッジバラエティ 中居正広の怪しい噂の集まる図書館 2011年10月 -2013年3月 中居正広のミになる図書館 2013年4月- 2017年4月 | 中居正広のミになる図書館 2017年4月 - 7月 中居正広の身になる図書館 2017年9月 - 2019年3月                                                    |
| フジテレビ                        | さまぁ〜ずの神ギ問                           | 2015年10月 - 2016年9月 | 2017年10月 - 2018年9月 |
| テレビ朝日                        | 陸海空 地球征服するなんて                    | 陸海空 こんな時間に地球征服するなんて 2017年4月 - 9月                                                                       | 2017年10月 - 2019年3月 |
| TBS                               | アイ・アム・冒険少年                         | 2014年4月 - 2015年3月 | アイ・アム・冒険少年 →冒険少年 2020年5月 - 2024年3月                                                                                       |

## 特殊なケースの番組

### 移動前に一旦終了した深夜番組
| 制作局     | 番組名                      | 深夜                                                                                                  |
| ---------- | --------------------------- | --- |
| フジテレビ | めちゃ×2イケてるッ!         | とぶくすり 1993年4月 - 9月 殿様のフェロモン 1993年10月 - 1994年3月 とぶくすりZ 1994年10月 - 1995年3月 |
| フジテレビ | ボキャブラ天国              | 新ボキャブラ天国 1997年4月 - 9月                                                                      |
| テレビ東京 | 家、ついて行ってイイですか? | 2014年1月 - 1月                                                                                       |
| TBS        | アイ・アム・冒険少年        | 2014年10月 - 2015年9月                                                                                |

### ゴールデン移動後再び深夜枠に戻った番組
| 制作局             | 番組名                          | 深夜                                                                        | 備考                               |
| ------------------ | ------------------------------- | --------------------------------------------------------------------------- | ---------------------------------- |
| フジテレビ         | ボキャブラ天国                  | 続!ボキャブラ天国 1998年10月 - 1999年3月 歌うボキャブラ天国 1999年4月 - 9月 |                                    |
| 日本テレビ         | マネーの虎                      | 2003年9月 - 2004年3月                                                       |                                    |
| テレビ朝日         | Matthew's Best Hit UV           | 2006年4月 - 9月                                                             |                                    |
| テレビ朝日         | クイズ雑学王                    | 2010年4月 - 2011年9月                                                       |                                    |
| フジテレビ         | 人志松本の○○な話                | 2010年10月 - 2012年3月                                                      |                                    |
| テレビ朝日         | 陸海空 こんなところでヤバいバル | 2019年4月 - 6月                                                             |                                    |
| テレビ朝日         | しくじり先生 俺みたいになるな!! | 2019年4月 -                                                                 | 現在は月1回放送                    |
| テレビ東京         | モヤモヤさまぁ〜ず2             | 2021年10月 - 2023年9月                                                      | 現在は土曜昼枠で放送               |
| NHK （総合テレビ） | 所さん!事件ですよ               | 2022年4月 -                                                                 | 現在は再放送（本放送は土曜18時台） |
| テレビ朝日         | 有吉クイズ                      | 2023年10月 -                                                                |                                    |
| フジテレビ         | 突然ですが占ってもいいですか?   | 2024年10月 -                                                                |                                    |

### 終了・深夜に移動した後再度ゴールデンに復活した番組
| 制作局     | 番組名                           | 再ゴールデン                                                            | 備考                   |
| ---------- | -------------------------------- | ----------------------------------------------------------------------- | ---------------------- |
| フジテレビ | ボキャブラ天国                   | 黄金ボキャブラ天国 →家族そろってボキャブラ天国 1997年10月 - 1998年9月!! |                        |
| テレビ朝日 | ナニコレ珍百景                   | 2018年10月 -                                                            |                        |
| テレビ朝日 | 帰れマンデー見っけ隊!!           | 2018年4月 -                                                             |                        |
| フジテレビ | ジャンクSPORTS                   | 2018年1月 - 2023年3月                                                   | 現在は土曜17時枠で放送 |
| BS朝日     | ワールドプロレスリングリターンズ | 2020年4月 -                                                             | テレビ朝日制作         |
| TBS        | CDTVライブ!ライブ!               | 2021年4月 -                                                             |                        |

### ゴールデンで開始し後に深夜に移動した番組
| 制作局          | 番組名                   | 放送開始～ゴールデン撤退 | 深夜                                                                                          | 備考                                           |
| --------------- | ------------------------ | --- | --------------------------------------------------------------------------------------------- | ---------------------------------------------- |
| フジテレビ      | MUSIC FAIR               | シオノギ ミュージックフェア（’64～’83） 1964年8月 - 1983年9月 | シオノギ ミュージックフェア（’83～’99） →SHIONOGI MUSIC FAIR 1983年10月 - 2001年3月           | 現在は土曜18時枠で放送                         |
| NET →テレビ朝日 | ワールドプロレスリング   | NET（ワールドプロレスリング→日本プロレスリング中継） 1969年7月 - 1973年3月 ワールドプロレスリング →ギブUPまで待てない!!ワールドプロレスリング →ワールドプロレスリング 1973年4月 - 1988年3月 | 1993年4月 -                                                                                   | 1988年4月 - 1993年3月は土曜16時台 上記も参照。 |
| TBS             | COUNT DOWN TV            | 突然バラエティー速報!!COUNT DOWN100 1992年10月 - 1993年3月 | COUNT DOWN TV 1993年4月 - 2020年3月 CDTVサタデー 2020年4月 - 2021年3月                        |                                                |
| フジテレビ系    | ボキャブラ天国           | タモリのボキャブラ天国 1992年10月 - 1993年9月 黄金ボキャブラ天国 →家族そろってボキャブラ天国 1997年10月 - 1998年9月                                                                         | 新ボキャブラ天国 1997年4月 - 9月 続!ボキャブラ天国 →歌うボキャブラ天国 1998年10月 - 1999年9月 | 上記も参照。                                   |
| 読売テレビ      | 結界師                   | 2006年10月 - 2007年9月 （日本テレビ系列で放送） | 2007年10月 - 2008年2月                                                                        |                                                |
| テレビ朝日      | ビートたけしのTVタックル | どーする!?TVタックル 1989年7月 - 1991年3月 ビートたけしのTVタックル 1991年3月 - 2014年3月                                                                                                   | 2014年3月 - 2016年3月                                                                         | 現在は日曜正午枠                               |
| フジテレビ      | Love music               | 水曜歌謡祭 2015年4月 - 9月 | 2015年10月 - 2023年9月                                                                        |                                                |
| テレビ朝日      | ロンドンハーツ           | 稲妻!!ロンドンハーツ 1999年4月 - 2001年9月 ロンドンハーツ 2001年10月 - 2016年4月 金曜★ロンドンハーツ 2016年4月 - 2019年3月                                                                  | 2019年4月 -                                                                                   |                                                |
| BS日テレ        | 極楽とんぼの週末極楽旅   | 週末極楽旅 2021年1月 - 2022年3月 | 2022年4月 -                                                                                   |                                                |
| フジテレビ      | 私のバカせまい史         | 2023年4月 - 2024年3月 | 2024年4月 -                                                                                   |                                                |

### 深夜以外の枠からゴールデンに移動した番組
| 制作局     | 番組名                       | ゴールデン前          | ゴールデン前の放送枠                                   | ゴールデン              | 備考                                                                                               |
| ---------- | ---------------------------- | --------------------- | ------------------------------------------------------ | ----------------------- | -------------------------------------------------------------------------------------------------- |
| 日本テレビ | ぐるぐるナインティナイン     | 1994年4月 - 1997年3月 | 日曜16:55 - 17:15 →16:55 - 17:25                       | 1997年4月 -             | |
| フジテレビ | VS嵐                         | 2008年4月 - 2009年9月 | 土曜12:59 - 13:30                                      | 2009年10月 - 2020年12月 | 2021年1月より『VS魂』へリニューアル、さらにその後『VS魂グラデーション』に改題して2023年9月まで放送 |
| TBS        | それSnow Manにやらせて下さい | 2021年4月 - 2023年3月 | 日曜13:00 - 13:30                                      | 2023年4月 -             | 2020年 - 2021年3月まではParaviでレギュラー配信                                                     |
| 日本テレビ | ニノさん                     | 2013年4月 - 2024年9月 | 木曜24:59 - 25:29 →日曜12:45 - 13:15 →日曜10:25 -11:25 | 2024年10月 -            | |

### ゴールデン移動予定が消滅した番組
| 制作局         | 番組名                   | 放送期間               | 昇格予定時期 | 消滅の理由                   |
| -------------- | ------------------------ | ---------------------- | ------------ | ---------------------------- |
| 静岡朝日テレビ | ピエール瀧のしょんないTV | 2010年10月 - 2019年3月 | 2019年4月 -  | 出演者の不祥事による打ち切り |